# Крапје (Љутомер)
Крапје (словен. Krapje) је насељено место у општини Љутомер, Помурска регија, Словенија.

## Историја
До територијалне реорганизације у Словенији било је у саставу старе општине Љутомер.

## Становништво
У попису становништва из 2011. године, Крапје је имало 328 становника.
| Број становника према пописима | Број становника према пописима | Број становника према пописима |
| ------------------------------ | ------------------------------ | ------------------------------ |
| 1991                           | 2002                           | 2011                           |
| 361                            | 315                            | 328                            |

Напомена: Године 1985. умањено за део насеља који је припојен насељу Цвен.